# バイクトライアル

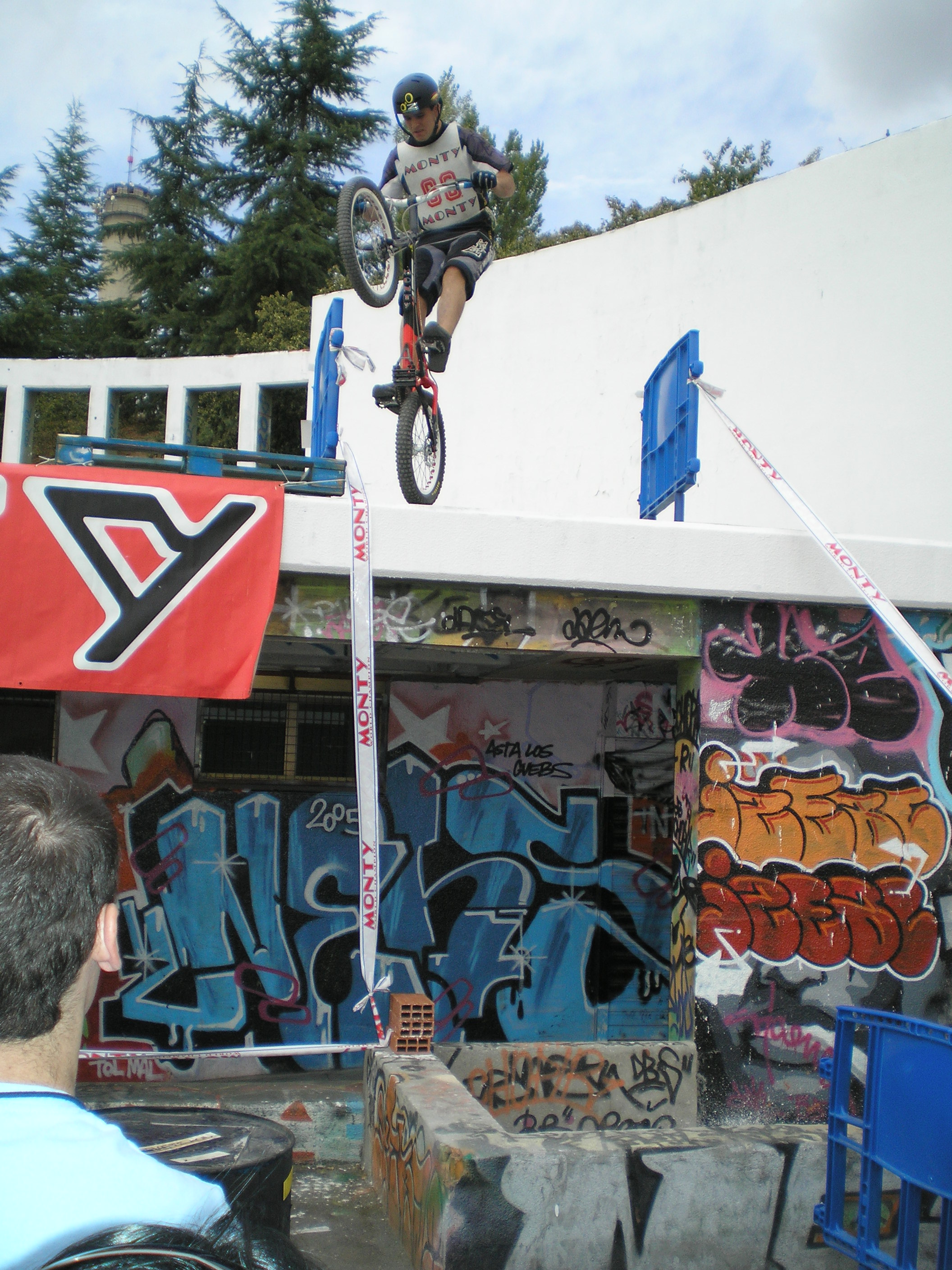
バイクトライアル

バイクトライアル（Bike trial/Bike trials）とは、岩場等の障害物を自転車に乗ったまま足を着けないように越えて行く競技。
昔はモトトライアルの入門としても位置付けられていたが、現在では全く違うスポーツとなっている。黒山健一（世界選手権日本人初優勝）、藤波貴久（世界選手権日本人初王者）はバイクトライアル時代にもクラス世界王者となっている。モトトライアル以外でも柳原康弘（MTBデュアルスラローム全米選手権優勝）、水谷好宏（競輪選手）、高橋利幸（名人）といった人物がバイクトライアル出身。

## 概要

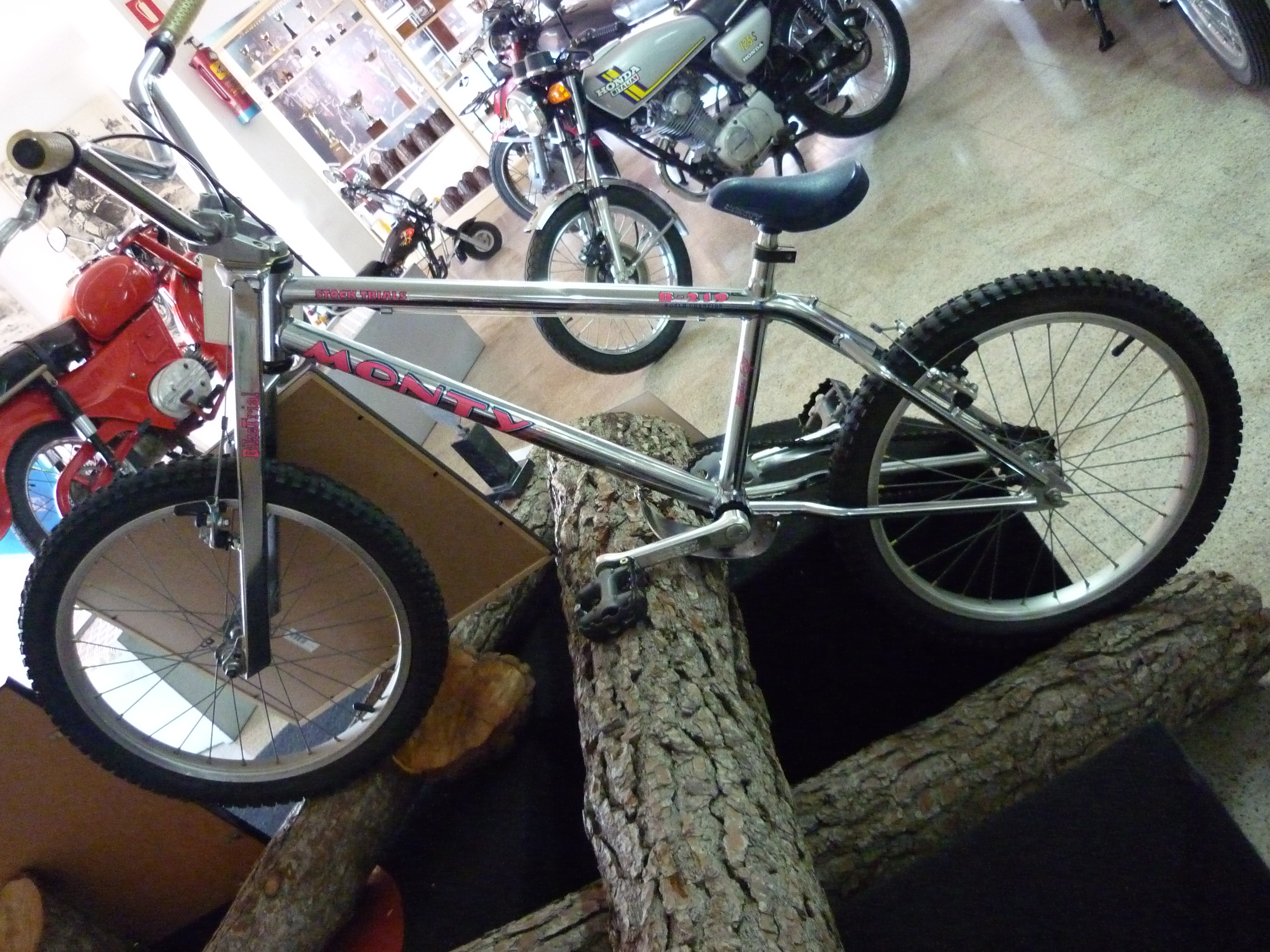
en:Ot Piが使用していたという、スペイン・Monty製トライアルバイク。80年代まで一般的だった形状

1970年頃にスペインのカタルーニャ地方で、子供たちがオートバイの代わりに自転車でモトトライアルをまねたことが起源といわれ、さらに同地に住むモトトライアル世界チャンピオンが幼い息子にトライアルを覚えさせるために利用したことで本格化したともされる。
初期にはトリアルシン（Trialsin）、バイシクルトライアル（Bicycle Trial）、BTRとも呼ばれていたが、国際バイクトライアル連盟（BIU：BikeTrial International Union）の設立で「バイクトライアル」が公式名称とされている。国際自転車競技連合（UCI：Union Cycliste Internationale）もBIU設立以前から同様の競技を管轄しているが、その名称はTrialsとなっており、バイクトライアルという競技名は用いられていない。日本ではBIU世界選手権が岐阜県関市板取（旧武儀郡板取村）で2008年まで毎年開催されていた。

## 基本ルール

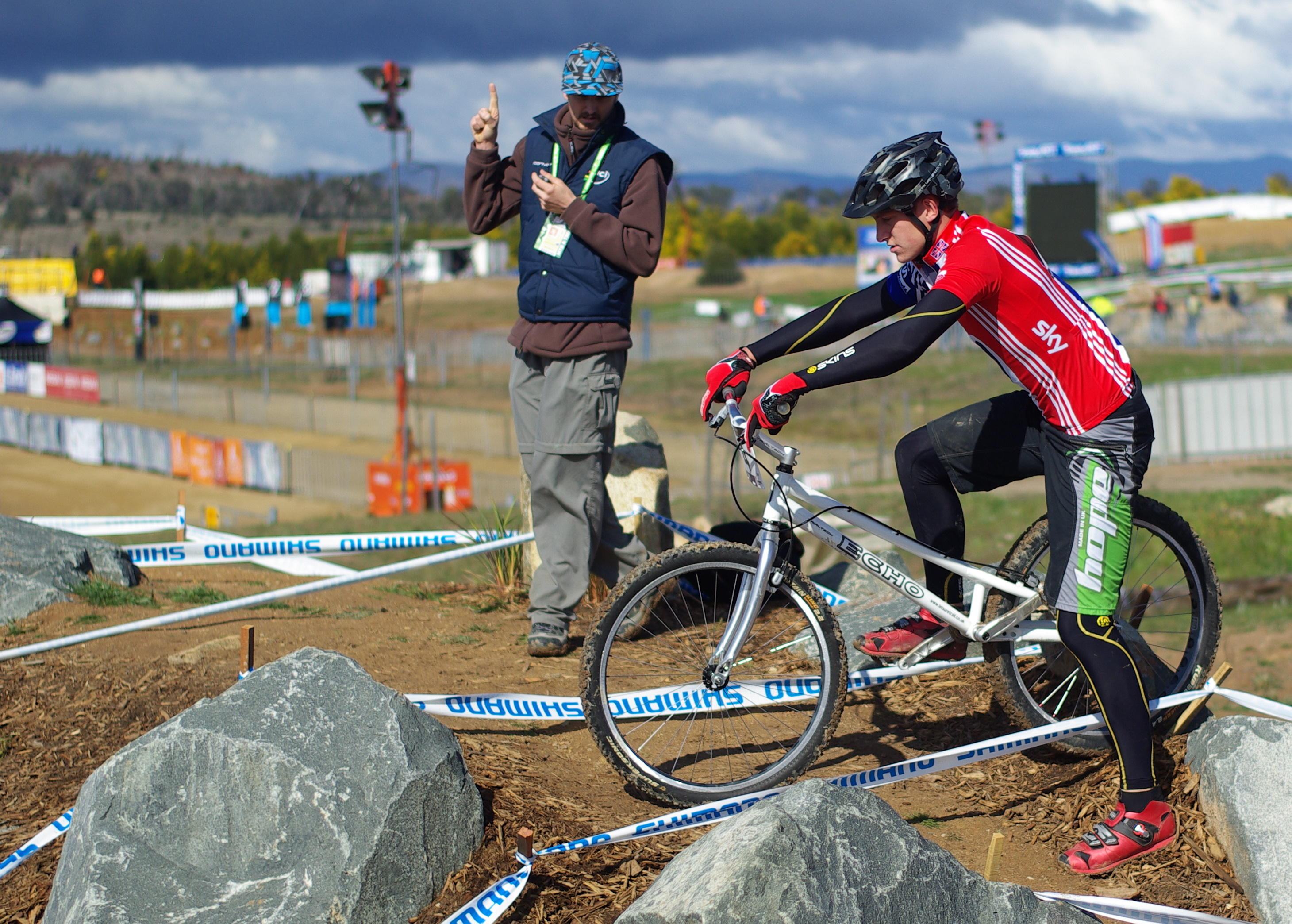
片足を着けたことで、背後のコミッセール（審判）が一点減点のサインを出している

会場に設けられた各セクションに1人ずつ入り、2分以内にゴールまで辿り着く。片足を着けるごとに1点減点され（4回目のみ猶予される）、5点減点でそのセクションは終了となる。両足を着ける、転倒する、車両がセクションから出た場合なども5点減点で終了となる。全てのセクションを終え、減点の少なさで順位を決める。
BIUとUCIではルールが若干異なり、BIUではペダル部分が接地しても減点とはならないが、UCIではタイヤ以外の接地は減点となる。BIUでは規定時間を越えると5点減点だが、UCIでは10秒ごとに1点の減点となる。

## トライアルバイク

### 20インチ

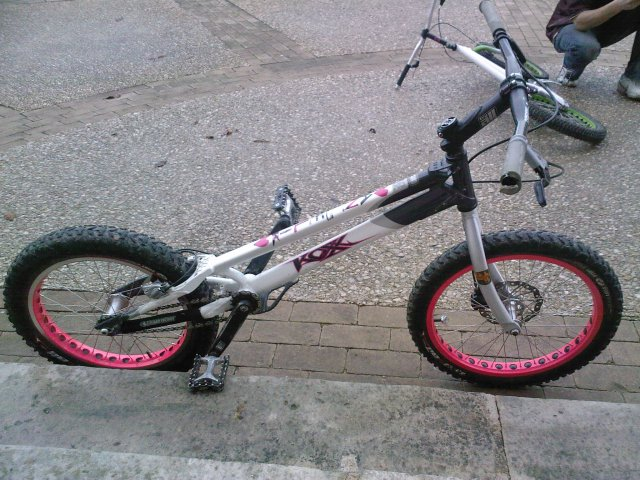
フランス・Koxx製トライアルバイク。前輪がディスクブレーキ、後輪が油圧リムブレーキ

走ることよりも障害物を越えるための動作（前輪を上げたまま跳ねて進む「ダニエル」など）に最適化されており、交通手段には全く向かない。車体重量が競技成績を左右しかねないため、強度が求められながらも熱心な軽量化が行われており、2012年時点では7キログラムを割る完成車が市販されている。一見似ているBMXバイクとも共通部品はほとんどなく、以下のような特徴を備えている。
フレーム
ライダーの動作を妨げないよう、トップチューブは極限まで低く抑えられている。また競技ではサドルを使用しないためにシートチューブは非常に短く、サドルを取り付けるための穴もない。そのため、トップチューブとダウンチューブ、シートチューブで構成される俗に前三角と呼ばれる部分は、トップチューブとダウンチューブの間の角度が非常に鋭角な三角形となる。ボトムブラケット下には障害物に当てるためのバッシュガードを備える。近年、バッシュガードは小型化されている。
ブレーキ
減速よりも制動が非常に重視されるため、早くから油圧リムブレーキが主流となっていた。ディスクブレーキも使われている。
タイヤ
駆動する後輪には、空気圧を下げて接地面積を増やした2.5インチほどのタイヤを使う。
スプロケット
静止状態からの瞬発力や登坂力が要求されるため、比率はほぼ1対1。

### 26インチ（マウンテンバイク）

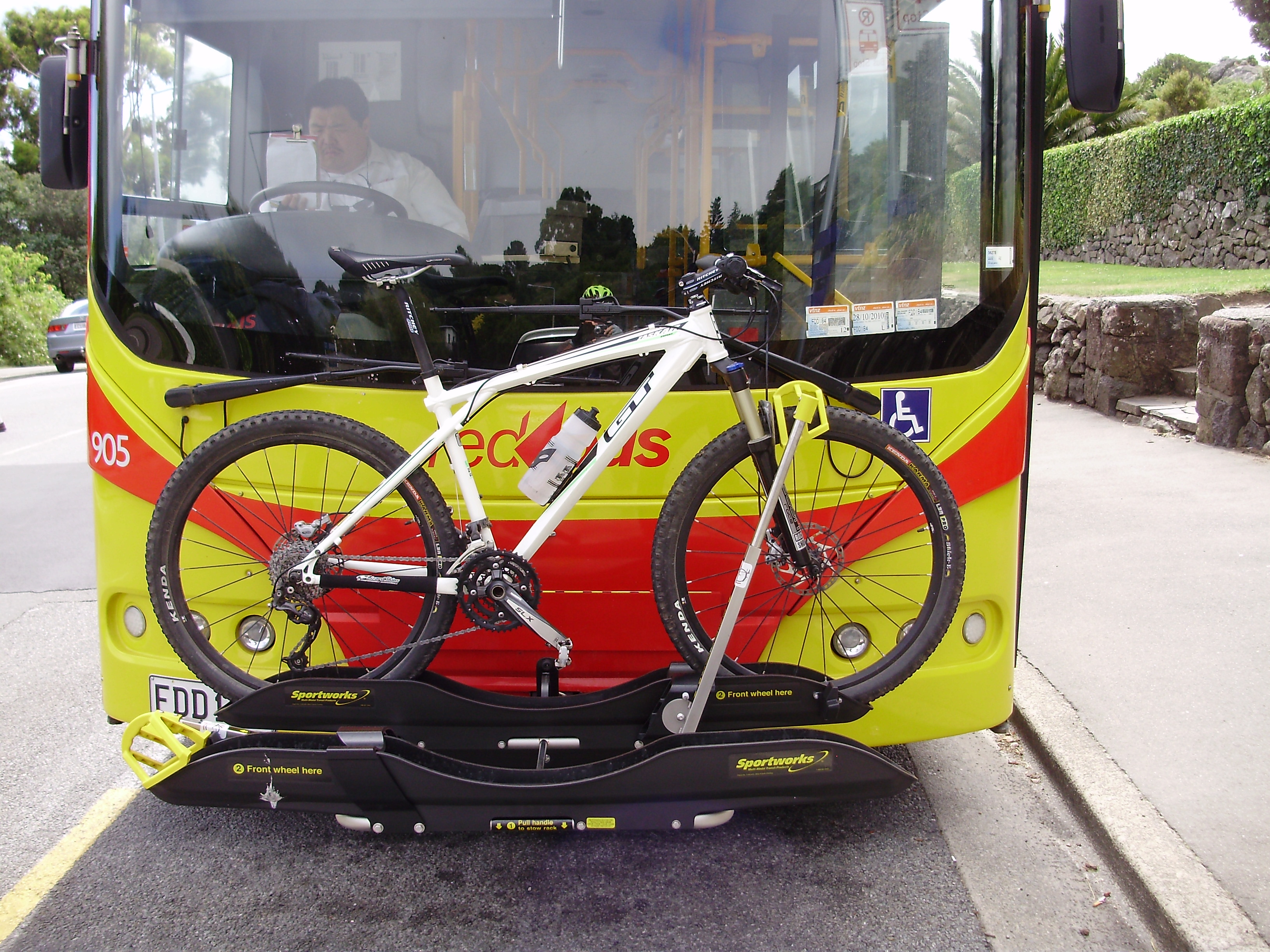
アメリカ・GT製クロスカントリーバイク。かつてGT所属のトライアルライダー・:en:Hans Reyは同系統のバイクを操っていた

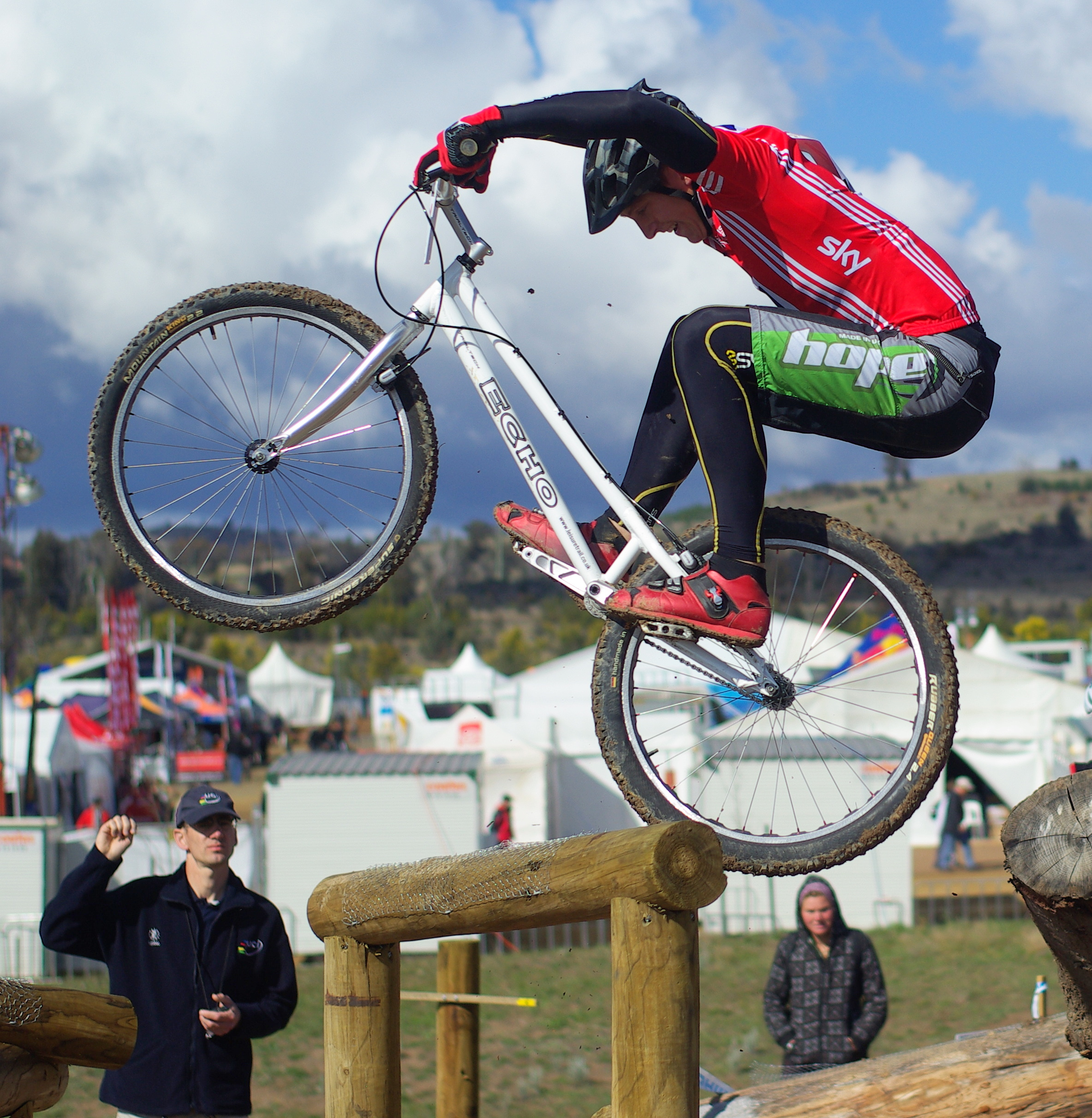
Echo製26インチトライアルバイク

オフロードツーリング車であるマウンテンバイクでも低速ギアでトライアルに対応できることから、マウンテンバイクの大会にてオブザーブドトライアル（Observed trial）の名で競技が行われるようになり、やがて正式にバイクトライアルの一部門となった。
初めはクロスカントリーバイクが使われていたが、トライアルに特化したバイクも供給されるようになり、やがて「変速機を備える」等の車両規定も撤廃され、26インチでもマウンテンバイクとはかけ離れた純粋なトライアルバイクで競技が行われるようになっている。
UCIではジュニア（16歳-18歳）、エリート（18歳以上）クラスでは20インチと26インチでカテゴリーが分かれるが、BIUではカテゴリーが廃されて「26インチ以下」と一括りになっており、同じ条件で20インチと競うことになる。そのため、26インチより軽量で取り回しやすい24インチでの参戦者も現れた。